# Curta
Curta er en håndholdt mekanisk regnemaskine designet af Curt Herzstark. Den er kendt for sit ekstremt kompakte design: det er en lille cylinder der kan være i en hånd. Den kendes også som "peberkværnen" som følge af formen og måden den fungerer på. Den er også belvet omtalt som "matematikgranaten", fordi den kan minde om en håndgranat.
Herzstark fandt på den i 1930'erne i Wien, Østrig, og indsendte patentansøgning i 1938 på sin opfindelse.
Curtas blev betragtet som den bedste transportable regnemaskine indtil fremkomsten af elektroniske lommeregnere i 1970'erne. Der blev produceret omkring 140.000 eksemplarer, og den sidste blev fremstillet i 1972.